# Reggenza di Mesuji
La reggenza di Mesuji (in indonesiano: Kabupaten Mesuji) è una reggenza dell'Indonesia, situata nella provincia di Lampung.
Il capoluogo della reggenza è Mesuji.